# Max Löwenthal-Chlumecky

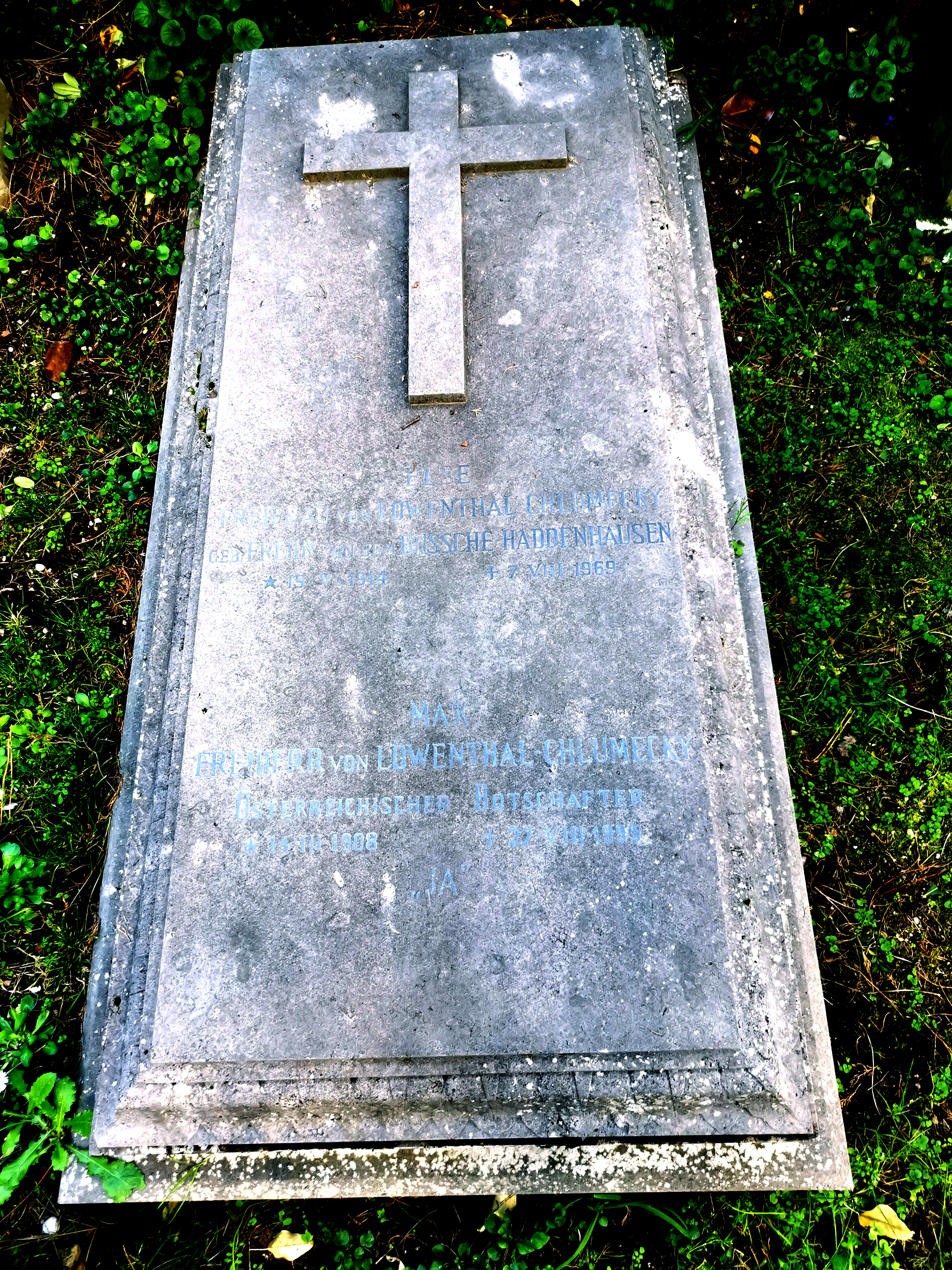
Grab auf dem Nichtkatholischen (Protestantischen) Friedhof Rom

Joseph Maria Maximilian Freiherr von Löwenthal-Chlumecký, ab 1919 Max Löwenthal-Chlumecký (* 14. März 1908 in Mali Lošinj, Österreich-Ungarn; † 27. August 1995 in Bozen) war ein österreichischer Diplomat.

## Leben
Max Löwenthal-Chlumecký war der Sohn von Joseph Freiherr von Löwenthal-Chlumecký (1873–1940), Bürovorsteher des Ministerratspräsidiums von Österreich-Ungarn und der Alice, geb. Edle Tuerk von Karlovacgrad (1880–1950). Die Familie von Löwenthal zog 1912 nach Wien. Nach dem Besuch des Schottengymnasiums studierte Max Löwenthal Rechtswissenschaft, wurde zum Doktor der Rechte promoviert, wurde als Bankbeamter beschäftigt und am 18. März 1932 trat er in den auswärtigen Dienst, wo er bis Februar 1935 in Prag und anschließend in Paris beschäftigt wurde. Ab 1936 wurde er im Außenamt in Wien beschäftigt, wo er 1938 das Büro des Außenministers Guido Schmidt leitete, mit dem „Anschluss Österreichs“ wurde das „Gesetz zur Wiederherstellung des Berufsbeamtentums“ auch dort angewandt und Maximilian Löwenthal-Chlumecky wegen seiner jüdischen Herkunft in den Ruhestand versetzt. Nach dem Anschluss Österreichs wurde Löwenthal bei der Continentale Motorschiffahrts-AG, (COMOS), die in der Betriebsgemeinschaft der Donau-Schifffahrts-Gemeinschaften agierte, beschäftigt.
Am 5. Februar 1952 wurde er zum Botschafter in Washington, D.C. ernannt, wo er vom 13. Februar 1952 bis 1954  akkreditiert war. Mit Sitz in Washington, D.C. war er von 1952 bis 1954 auch bei den Regierungen in Ottawa, Havanna und Santo Domingo akkreditiert. Von 1954 bis 1955 war er mit Sitz in Buenos Aires, bei den Regierungen in Montevideo und Asunción akkreditiert.
Vom 16. März  1955 bis 1972 war er Botschafter in Rom. Als der Befreiungsausschuss Südtirol mit vereinzelten Sprengstoffanschlägen aktiv wurde, wurde Löwenthal am 25. Februar 1960 nach Wien zu Konsultationen gerufen. 1966 residierte er in Rom und wurde bei der Regierung in Tunis als außerordentlicher und bevollmächtigter Botschafter mitbeglaubigt.
Löwenthal-Chlumecky wurde auf dem Protestantischen Friedhof in Rom beerdigt.

## Veröffentlichungen
- Max Löwenthal: Im Fallen. Gedichte. Pustet, Salzburg/München 1979, ISBN 3-7025-0169-X.
- Max Löwenthal: Doppeladler und Hakenkreuz. Erlebnisse eines österreichischen Diplomaten. Wort und Welt, Innsbruck 1985, ISBN 3-85373-089-2.[6]
- Max Löwenthal: Vexierbilder. Erzählungen. Pustet, München 1980, ISBN 3702501819